# I've Always Been Crazy
I've Always Been Crazy è il trentasettesimo album di Waylon Jennings, pubblicato nel settembre del 1978 dalla RCA Victor e prodotto da Waylon Jennings e Richie Albright. Nel 2004 la RCA Records ristampò l'album con note di copertina e altre informazioni sul disco (a differenza dell'album originale).

## Tracce
Lato A
1. I've Always Been Crazy – 4:11 (Waylon Jennings)
2. Don't You Think This Outlaw Bit's Done Got Out of Hand – 2:56 (Waylon Jennings)
3. Billy – 4:13 (Tony Joe White)
4. A Long Time Ago – 2:23 (Waylon Jennings, Shel Silverstein)
5. As the Billy World Turns – 2:56 (Waylon Jennings)

Lato B
1. Medley of Buddy Holly Hits (con "The Crickets") – 6:02 (Buddy Holly)
2. I Walk the Line – 3:26 (Johnny Cash)
3. Tonight the Bottle Let Me Down – 3:27 (Merle Haggard)
4. Girl I Can Tell (You're Trying to Work It Out) – 2:35 (Waylon Jennings, Fred Carter)
5. Whistlers and Jugglers – 4:31 (Shel Silverstein)

## Musicisti
- Waylon Jennings - voce, chitarra
- Reggie Young - chitarra
- Fred Carter - chitarra
- Rance Wasson - chitarra
- Tony Joe White - chitarra
- Gordon Payne - chitarra
- Ralph Mooney - steel guitar, dobro
- Barney Robertson - tastiere
- Don Brooks - armonica
- Maurice Spears - corni
- Sherman Hayes - basso
- Bee Spears - basso
- Richie Albright - batteria
- Carter Robertson - accompagnamento vocale
- Stan Reece - accompagnamento vocale